# 16271 Duanenichols
16271 Duanenichols è un asteroide della fascia principale. Scoperto nel 2000, presenta un'orbita caratterizzata da un semiasse maggiore pari a 2,4249174 UA e da un'eccentricità di 0,1425842, inclinata di 4,52655° rispetto all'eclittica.